# Mediterranean Conference Centre

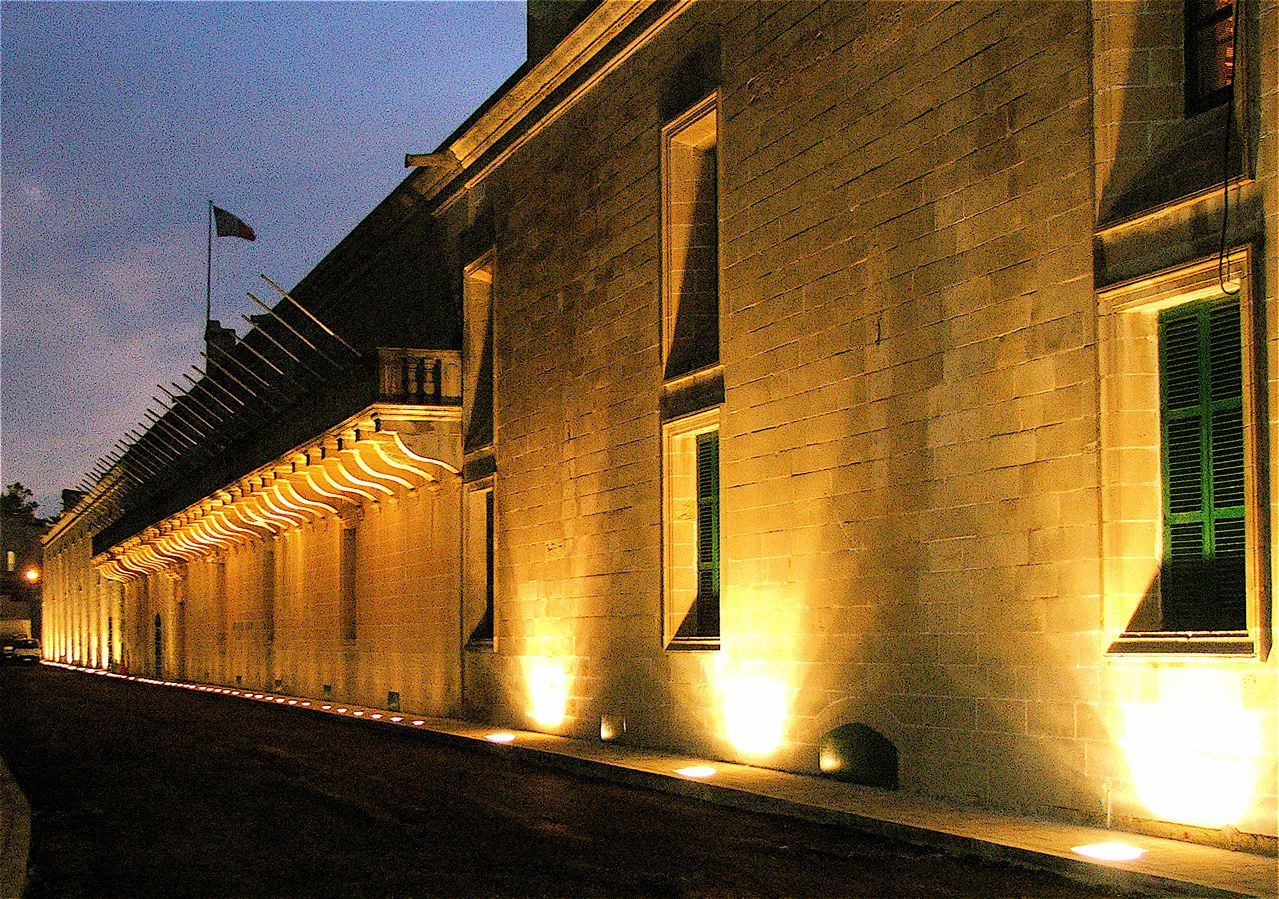
Vista parcial da Sacra Infermeria em La Valette

O Mediterranean Conference Centre (MCC) é um centro de conferências em Valletta, Malta. O edifício foi construído no século XVI pela Ordem de Malta como um hospital, sendo conhecido como Sacra Infermeria ou Holy Infirmary. Foi um dos principais hospitais na Europa até o século XVIII, e permaneceu em uso até 1920. O edifício é agora utilizado para banquetes, exposições, convenções internacionais e espetáculos teatrais. Seu auditório tem uma capacidade de cerca de 1.500 lugares.

## História
A construção da Sacra Infermeria foi iniciada no dia 07 de novembro de 1574 por ordem do Grão-Mestre Jean de la Cassiere, depois de uma assembleia da Ordem, para substituir a existentes em Birgu. A construção foi terminada no final do século. O arquiteto não é conhecido, mas é geralmente atribuída a Gerolamo Cassar.
Foi concebida para receber pacientes de Malta e estrangeiros, bem como para oferecer hospedagem aos peregrinos que viajam para a Terra Santa. Ele também tinha duas farmácias. Em 1596, uma extensão foi construída para acomodar os pacientes que sofriam de doenças contagiosas.
O edifício está listado no National Inventory of the Cultural Property of the Maltese Islands como patrimônio histórico.